# 前640年
| 千纪： | 前1千纪 |
| 世纪： | 前8世纪 \| 前7世纪 \| 前6世纪 |
| 年代： | 前670年代 \| 前660年代 \| 前650年代 \| 前640年代 \| 前630年代 \| 前620年代 \| 前610年代                                                                                             |
| 年份： | 前645年 \| 前644年 \| 前643年 \| 前642年 \| 前641年 \| 前640年 \| 前639年 \| 前638年 \| 前637年 \| 前636年 \| 前635年                                                               |
| 纪年： | 周襄王十二年 魯僖公二十年 齊孝公三年 晉惠公十一年 秦穆公二十年 宋襄公十一年 楚成王三十二年 衛文公二十年 陳穆公八年 蔡庄侯六年 曹共公十三年 郑文公三十三年 燕襄公十八年 杞成公十五年 |

## 大事记
- 塞阿戈奈斯成為墨伽拉的僭主[1]
- 科莱厄斯（英语：Colaeus）抵達直布羅陀海峽[1]
- 亚述国王亚述巴尼拔俘虜了埃蘭的最后一位国王胡马-哈尔达什三世（英语：Humban-haltash III），并将这个国家夷为平地。

## 出生
- 安古斯·馬奇路斯，羅馬王政時期第四位君主。

## 逝世
- 铁伊斯佩斯